# Белый Старец

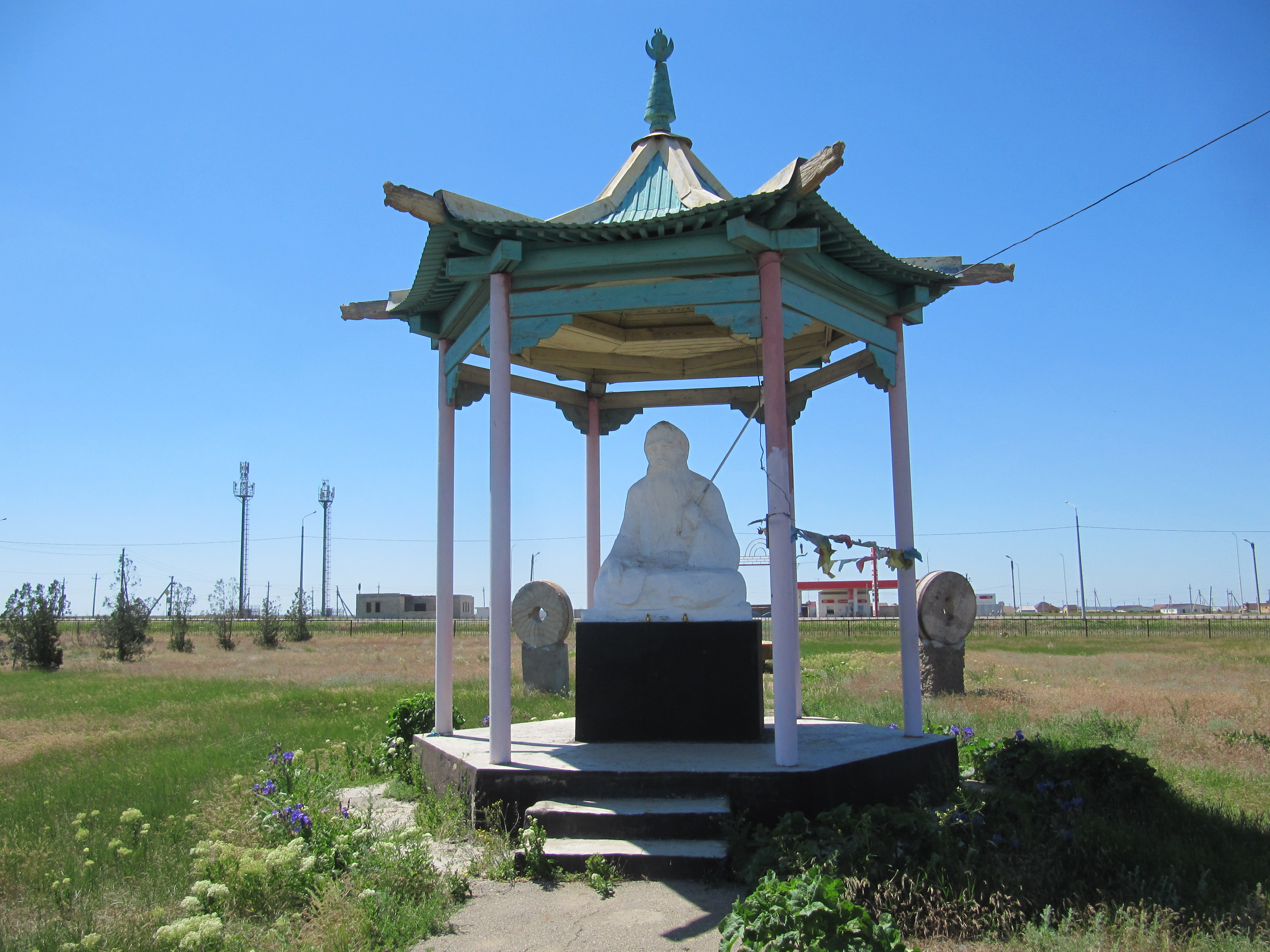
Белый старец, Троицкое, Калмыкия

Белый Старец (монг. Цагаан өвгөн; калм. Цаһан өвгн; бур. Сагаан үбгэн) — хранитель жизни и долголетия у монгольских народов, один из символов плодородия и благоденствия в буддийском пантеоне. Другие традиционные эпитеты Белого старца — Старый владыка (монг. Хөгшин богд), Белый старец Вселенной (монг. Дэлхийн цагаан өвгөн).

## Белый Старец в шаманизме
В добуддийских представлениях о Белом Старце лежат культы природы древних народов Монголии и Китая; в частности, у бурят — культ старца Беки, исторически восходящего к культу огня.

## Белый Старец в буддизме
В монгольской среде, буддийская школа гелуг включила Белого Старца в собственный пантеон т. н. божеств местности (монг. газрын эзэн; савдаг). Была составлена сутра, в которой описывается встреча Белого Старца и Будды Шакьямуни. В ней Белый Старец так описывает свои функции:

Я в точности знаю грехи и добродетели людей, населяющих вселенную; долгота и краткость человеческой жизни в моём ведении… Кто по жестокости убил кого, не был почтителен к родителям, злоумышленно не оказал почтения Трём драгоценностям… таковых греховных существ предаю чертям,… навожу на них болезни, воров, раны, сыпи и дурные сновидения в таком обилии, как дождь. Обманы, невыгоду, порчу в вещах, убытки, смерть и мучение — всё это даю я.— Сутра Белого Старца
В монгольских буддийских монастырях изображение Белого Старца обычно ставят перед входом в храм, а на алтарях он занимает нижайшее место. Среди бурят Белый Старец часто отождествлялся с православным Николаем Угодником: 

Все без исключения тункинские монголо-буряты, как шаманисты, так и ламаисты, питают глубочайшее почтение к этому (Николаю) Святителю и называют его по-русски на свой лад: «батюша Михола», или же по-монгольски «Саган-Убукгун».

### Иконография

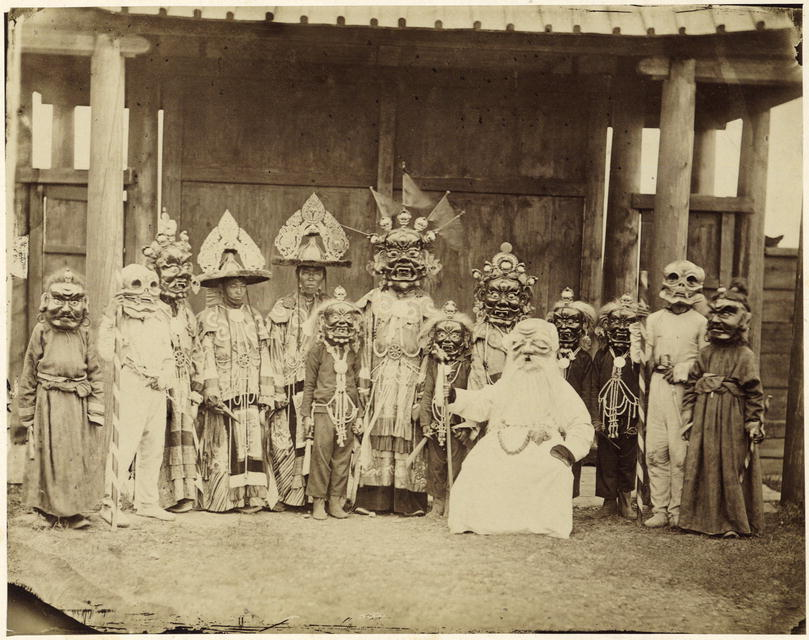
Белый Старец в числе других персонажей церемонии цам (Гусинозёрский дацан, 1880-е годы)

Традиционно Белый Старец изображается буддийской иконографией в виде старика с длинной белой бородой, держащего в руках чётки и посох с навершием из головы макара. Существует несколько вариантов позы Белого Старца: либо он изображается в виде отшельника, сидящего под персиковым деревом в окружении брачных пар журавлей и оленей, либо он рисуется фронтально в полный рост. Первый вариант интересен тем, что Белый Старец держит в руках ещё и Книгу Судеб, что роднит его с китайским божеством долголетия Шоу-сином. У бурят распространено изображение Старца, сидящего на троне.

### Традиции и поверья
- Белый Старец — традиционный персонаж, связанный с монгольским новогодним праздником Белого месяца.
- Белый Старец называется также Хозяином года (монг. Жилийн эзэн); так, день зимнего солнцестояния — 22 декабря — считался днём его перекочёвки.
- Одно из поверий называет Старца покровителем сайгаков; запрещалось стрелять в сайгаков, если они стоят в куче: тогда их доит Белый Старец.
- Гора Большое Богдо в районе озера Баскунчак была местом жертвоприношений калмыков Белому Старцу, чей образ был установлен на её вершине.
- В Монголии обителью Старца считается гора Сонгино-Хайрхан близ Улан-Батора; образ Белого Старца, едущего на быке, составляет герб одноимённого столичного района.